# Neil Strickland
Neil P. Strickland (* 1966) ist ein britischer Mathematiker, der sich mit Algebraischer Topologie beschäftigt.

## Leben
Strickland wurde 1992 an der University of Manchester bei Nigel Ray promoviert (Bott periodicity and Hopf rings). Als Post-Doktorand war er Moore-Instructor am Massachusetts Institute of Technology und danach Research Fellow am Trinity College in Cambridge. 1998 ging er an die University of Sheffield, wo er Professor ist.
Strickland befasst sich mit stabiler Homotopietheorie, wobei er Methoden der algebraischen Geometrie (Formale Gruppen) und Kategorientheorie verwendet, sowie mit Kobordismentheorie und elliptischen Spektren (mit Michael J. Hopkins).
2005 erhielt er den Whitehead-Preis für seine Beiträge zur algebraischen Topologie, insbesondere die Entwicklung und Anwendung der Theorie formaler Gruppen in der Homotopietheorie und auf das Studium elliptischer Kohomologietheorien.

## Schriften
- mit Mark Hovey, John Palmieri: Axiomatic stable homotopy theory. American Mathematical Society, 1997
- mit Mark Hovey: Morava K-theories and localization. American Mathematical Society, 1999
- Multicurves and equivariant cohomology. In: Memoirs of the AMS, 2011
- Multicurves and equivariant cobordism. Preprint, 2002, arxiv:math/0211058
- mit Matthew Ando, Michael J. Hopkins Elliptic spectra, the Witten genus and the theorem of the cube. In: Inventiones Mathematicae, Band 146, 2001, S. 595–687
- Formal schemes and formal groups. In: Contemporary Mathematics, Band 239, 1999, arxiv:math/0011121
- Axiomatic stable homotopy – a survey. Preprint, 2003, arxiv:math/0307143